# Ali Bani Hashemi
Sayed Ali Bani Hashemi (pers. علی بنی‌هاشمی; ur. 5 kwietnia 1934 w Teheranie) – irański zapaśnik walczący w stylu klasycznym. Olimpijczyk z Rzymu 1960, gdzie zajął siedemnaste miejsce w kategorii 57 kg.